# Темиско
Темиско (исп. Temixco) — город и административный центр одноимённого муниципалитета в мексиканском штате Морелос. Численность населения, по данным переписи 2010 года, составила 97 788 человек.

## Общие сведения
Название Temixco происходит из языка науатль и его можно перевести как: каменный кот.
29 июля 1617 года Дон Франсиско Барберо основал асьенду Темиско.
В 1920 году Темиско получает статус конгрегация, а в 1930-м — статус посёлка.
7 марта 1990 года Темиско получает статус города.
В нескольких километрах от города расположен Международный аэропорт Генерал Марьяно Матаморос, обслуживающий не только штат Морелос, но и город Мехико.
с 1 января 2016 до её убийства 2 января 2016 мэром города была избранная в июне 2015 года Гисела Мота